# Schleicher ASW 22

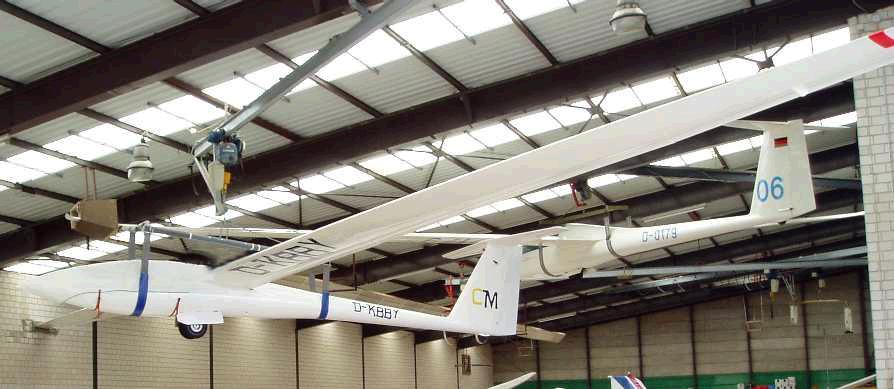
ASW 22M im Hangar

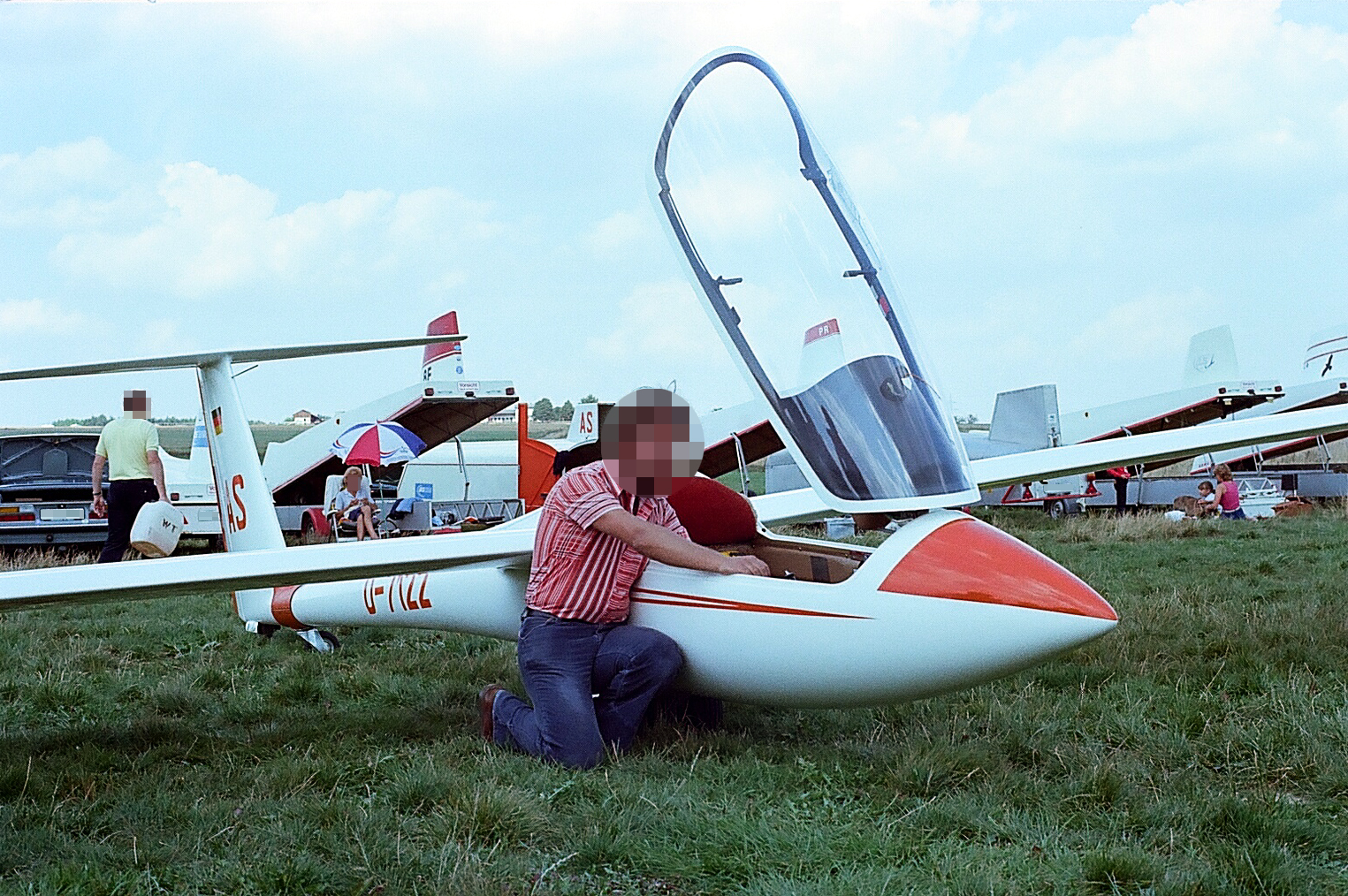
Prototyp der Schleicher ASW 22, 1982

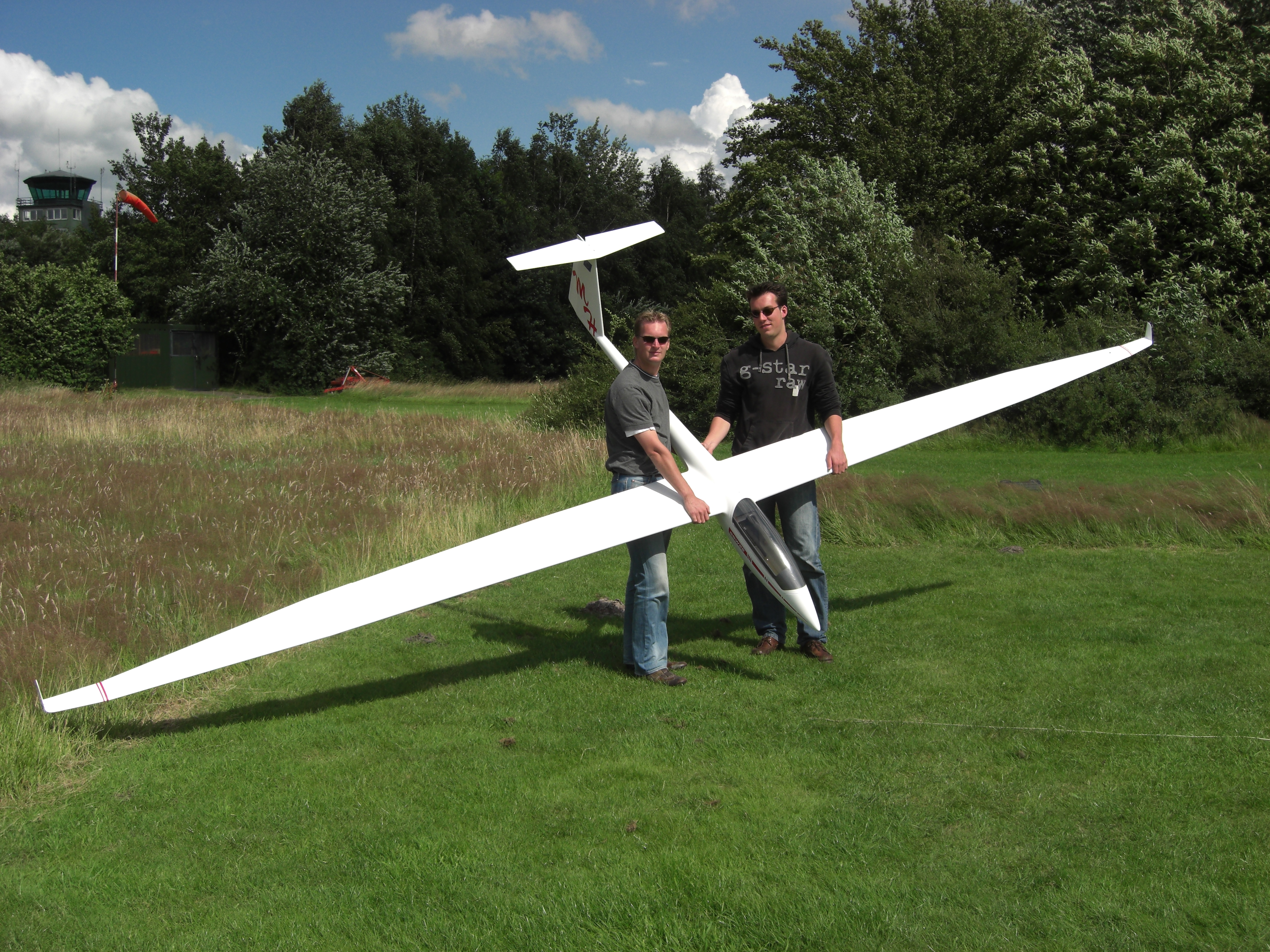
Ferngesteuertes Segelflugmodell in der Form einer ASW 22

Die Schleicher ASW 22 ist ein einsitziges Hochleistungs-Segelflugzeug der Offenen Klasse aus kohlenstofffaserverstärktem Kunststoff. Konstrukteur ist Gerhard Waibel, Hersteller Alexander Schleicher. Sie wurde erstmals 1981 gebaut; der Erstflug fand am 4. Juli 1981 statt.
Die Produktion wurde im September 2008 zugunsten der ASH 30 Mi eingestellt.
Die ASW 22 hat einen vierteiligen Flügel mit Blasturbulatoren auf der Unterseite, doppelstöckige Bremsklappen, ein Zwillingsfahrwerk und ein T-Leitwerk mit großem Seitenruder.

## Versionen

### ASW 22
Die erste ASW 22 hatte wahlweise 22 Meter oder 24 Meter Spannweite. Mit diesen Spannweiten konnten dünne Profile nur aus den damals neuen Kohlenstofffaserverbundwerkstoffen gebaut werden. Schleicher wollte damit nach der Zulassung im Jahr 1983 gegen den in der Spannweite ebenfalls vergrößerten Nimbus-3 antreten. Jedoch konnte mit dieser Version noch keine Weltmeisterschaft gewonnen werden. Der Segelflug-Index beträgt 119 für die 22-m- und 121 für die 24-m-Version.

### ASW 22M
Im Jahr 1983 wurden drei ASW 22 durch die Firma Binder Flugzeugbau mit Motoren ausgerüstet, sodass ein Eigenstart möglich wurde. Zwei ASW 22M hatten die Möglichkeit, ihre Spannweiten von 22 Meter auf 24 Meter zu vergrößern (eine hat zusätzlich die Möglichkeit, die 22-m-Version mit Winglets zu fliegen), bei einer wurde der Flügel fest auf 24 Meter gebaut. Lange Jahre flogen diese Segler mit einer sogenannten VVZ (Vorläufige Verkehrs-Zulassung), bevor dann alle im Werk auf den Stand der damaligen BE mit dem Rotax 505 umgerüstet und dann vollständig zugelassen wurden.

### AS 22-2
Für dieses Einzelstück wurden Flügel und Leitwerk der ASW 22 mit einem doppelsitzigen Rumpf kombiniert. Der Erstflug fand am 20. September 1984 auf der Wasserkuppe statt. Aus dem Entwurf entstand dann die doppelsitzige ASH 25, für die Martin Heide den Außenflügel vergrößerte und außerdem die Spannweite auf 25 Meter verlängerte.

### ASW 22B
Der vergrößerte Flügel der ASH 25 kam 1985 der ASW 22B zugute, die im April 1986 erstmals flog. Die Flugeigenschaften erwiesen sich als sehr gut und 1987 konnte Ingo Renner auf einer ASW 22B die Weltmeisterschaft erringen, wie in den folgenden Jahren auch weitere ASW-22B-Piloten. In die Version ASW 22BE wurde ein Motor eingebaut. Mit nochmals verlängerter Spannweite von 26,4 Metern kam 1992 die ASW 22BL. Ihr Segelflug-Index beträgt 123.

## Technische Daten
|                                 | ASW 22 (24 m)                | ASW 22B         | ASW 22BL        |
| ------------------------------- | ---------------------------- | --------------- | --------------- |
| Spannweite                      | 22 m (24 m)                  | 25 m            | 26,4 m          |
| Rumpflänge                      | 8,1& m                       | 8,1& m          | 8,1& m          |
| Flügelfläche                    | 14,9& m² (15,49 m²)          | 16,3& m²        | 16,67 m²        |
| Flügelstreckung                 | 32,47 (37,19)                | 38,32           | 41,81           |
| Geringstes Sinken               | 0,44 m/s (0,41 m/s)          | 0,41 m/s        | 0,41 m/s        |
| Gleitzahl                       | 54 (57)                      | 60              | 62              |
| Leermasse mit Mindestausrüstung | 400 kg (410 kg)              | 455 kg          | 465 kg          |
| Wasserballast                   | 240 kg (185 kg)              | 240 kg (185 kg) | 240 kg (185 kg) |
| max. Startmasse                 | 750 kg (650 kg)              | 750 kg (650 kg) | 750 kg (650 kg) |
| Flächenbelastung                | max. 50,3 kg/m² (41,9 kg/m²) | max. 46,0 kg/m² | max. 45,0 kg/m² |
| Höchstgeschwindigkeit           | 280 km/h                     | 280 km/h        | 280 km/h        |
| Mindestgeschwindigkeit          | 66 km/h                      | 69 km/h         | 68 km/h         |